# John Wyndham

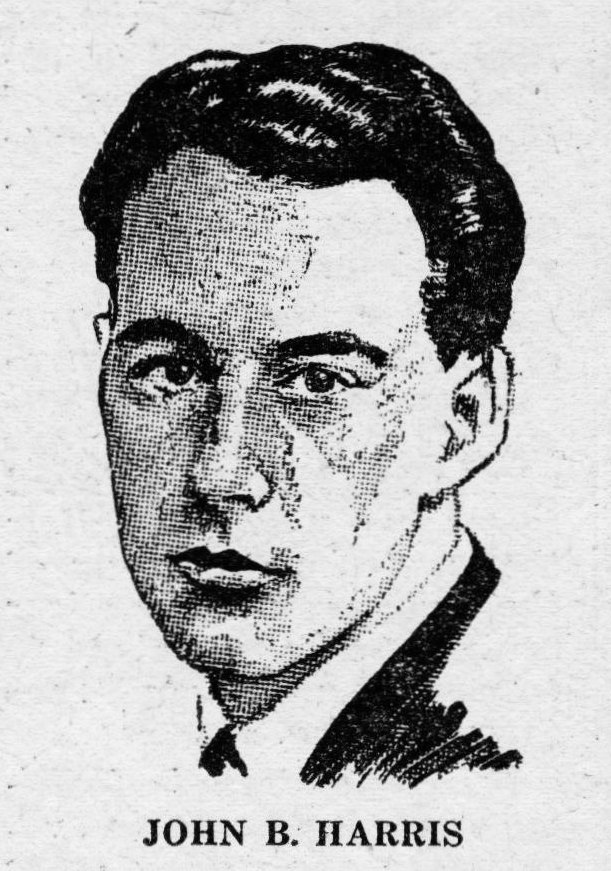

John Wyndham född 10 juli 1903, död 11 mars 1969, var en brittisk science fiction-författare med det fullständiga namnet John Wyndham Parkes Lucas Beynon Harris. Han är mest känd för romanen Triffidernas uppror, som även filmatiserats med svensk titel Triffiderna anfaller.
I sina tidiga verk använde han olika kombinationer av sina namn, till exempel John Benyon eller Lucas Parkes. Vid ett tillfälle använde han båda namnen, John Wyndham och Lucas Parkes, för att ge bilden av att det handlade om två samarbetande författare.